# Cemre Melis Çınar
Cemre Melis Çınar (ur. 13 maja 1991 w Ankarze) – turecka aktorka teatralna, filmowa i telewizyjna.

## Życiorys
Cemre Melis Çınar urodziła się 13 maja 1991 w Ankarze. Absolwentka Uniwersytetu Toros oraz Wydziału Telewizji Uniwersytetu Marmara. W 2005 została aktorką teatru Mask-kara Tiyatrosu. W 2014 wystąpiła w serialach Arka Sokaklar w roli Aslı, Wspaniałe stulecie, wcielając się w postać Cariye, oraz Kaçak Gelinler. W tym samym roku została zaangażowana do roli Arzu Karapınar w serialu telewizyjnym Elif, w którym występowała do 2017. W 2017 wcieliła się w postać Serpil w komedii pt. Cenaze İşleri w reżyserii Korhana Uğura oraz zagrała w sztuce teatralnej pt. Aşk Tamircisi w reżyserii Barbarosa Uzunönera. W 2018 wystąpiła w miniserialu telewizyjnym Yeni Dalga, w roli Semy w filmie pełnometrażowym İçimdeki Hazine, który wyreżyserował Hakan Gürtop, a także w serialu Bir Umut Yeter. W 2019 została obsadzona w roli Melis Saraç w serialu telewizyjnym Zranione ptaki. W 2020 wcieliła się w postać Süreyyi w telenoweli pt. Kırmızı Oda. W 2021 wystąpiła w serialach Kefaret w roli Berny Dondar i Gönül Dağı, w którym zagrała Fadime. W tym samym roku otrzymała nagrodę 9. Dijital Dünyanın Enleri w kategorii Najlepsza przełomowa aktorka roku. W latach 2021–2022 zaangażowana do roli Meral w serialu telewizyjnym Kaderimin Oyunu, a w latach 2022–2023 w spektaklu pt. Ermişler Ya Da Günahkarlar w reżyserii Onura Erbilena.

## Filmografia
| Filmy fabularne     |                    |                                                             |                |
| Rok                 | Tytuł              | Reżyseria                                                   | Rola           |
| 2017                | Cenaze İşleri      | Korhan Uğur                                                 | Serpil         |
| 2018                | İçimdeki Hazine    | Hakan Gürtop                                                | Sema           |
| Seriale telewizyjne |                    |                                                             |                |
| Rok                 | Tytuł              | Reżyseria                                                   | Rola           |
| 2014                | Arka Sokaklar      | Orhan Oğuz                                                  | Aslı           |
| 2014                | Wspaniałe stulecie | Durul Taylan, Yağmur Taylan, Yağız Alp Akaydın, Mert Baykal | Cariye         |
| 2014                | Kaçak Gelinler     | Kerem Çakıroğlu, İnci Balabanoğlu Ahıska                    |                |
| 2014–2017           | Elif               | Fulya Yavuzoğlu, Canan Yılmaz                               | Arzu Karapınar |
| 2018                | Yeni Dalga         | Can Selman                                                  |                |
| 2018                | Bir Umut Yeter     | Yusuf Pirhasan, Aytaç Çiçek                                 |                |
| 2019                | Zranione ptaki     | Yasemin Erkul, Ece Tahtalıoğlu, Filiz Kuka, Cem Tabak       | Melis Saraç    |
| 2020                | Kırmızı Oda        | Cem Karcı, Başak Soysal, Benal Tahiri, Ali Balcı            | Süreyya        |
| 2021                | Kefaret            | Mesude Erarslan                                             | Berna Dondar   |
| 2021                | Gönül Dağı         | Yahya Samancı                                               | Fadime         |
| 2021–2022           | Kaderimin Oyunu    | Emre Kabakuşak                                              | Meral          |

## Teatr
| Role teatralne |                            |                   |      |
| Rok            | Sztuka                     | Reżyseria         | Rola |
| 2017           | Aşk Tamircisi              | Barbaros Uzunöner |      |
| 2022–2023      | Ermişler Ya Da Günahkarlar | Onur Erbilen      |      |

## Nagrody i nominacje
| Rok  | Nagroda                    | Kategoria                         | Rezultat |
| ---- | -------------------------- | --------------------------------- | -------- |
| 2021 | 9. Dijital Dünyanın Enleri | Najlepsza przełomowa aktorka roku | Nagroda  |